# Subtitle
|  | Denne artikel er oprettet af botten PalnaBot ud fra en ekstern database. Den kan derfor have sproglige fejl eller mangler. Denne skabelon kan fjernes efter kontrol af indholdet. |

Subtitle er en film instrueret af Kirsten Hammann.

## Handling
Først tager man 3 TV-indslag oppe fra satellitterne. Bagefter tager man 1 text. Det kan være lige meget hvad den handler om. Det tager alligevel kun 6 min. at prøve at bilde dig noget ind.